# Nederlandse kampioenschappen indooratletiek 2019
De Nederlandse kampioenschappen indooratletiek 2019 werden op zaterdag 16 en zondag 17 februari 2019 georganiseerd. Plaats van handeling was het sportcentrum Omnisport Apeldoorn.
Het NK Indoor Meerkamp werd gehouden in het weekend van 2 en 3 februari in Apeldoorn.

## Uitslagen

### 60 m
| rang   | atleet          | prestatie |
| ------ | --------------- | --------- |
| Goud   | Joris van Gool  | 6,63 s    |
| Zilver | Jamiro Elabeidi | 6,71 s    |
| Brons  | Elvis Afrifa    | 6,74 s    |

| rang   | atlete          | prestatie |
| ------ | --------------- | --------- |
| Goud   | Dafne Schippers | 7,18 s    |
| Zilver | Jamile Samuel   | 7,26 s    |
| Brons  | N'ketia Seedo   | 7,27 s    |

### 200 m
| rang   | atleet         | prestatie |
| ------ | -------------- | --------- |
| Goud   | Onyema Adigida | 21,32 s   |
| Zilver | Sawa Bezelev   | 21,75 s   |
| Brons  | Pim van Bakel  | 21,76 s   |

| rang   | atlete                        | prestatie |
| ------ | ----------------------------- | --------- |
| Goud   | Lisanne de Witte              | 23,67 s   |
| Zilver | Kadene Vassell                | 23,94 s   |
| Brons  | Kika van Bergen en Henegouwen | 24,78 s   |

### 400 m
| rang   | atleet              | prestatie |
| ------ | ------------------- | --------- |
| Goud   | Tony van Diepen     | 46,81 s   |
| Zilver | Liemarvin Bonevacia | 46,87 s   |
| Brons  | Jochem Dobber       | 47,31 s   |

| rang   | atlete         | prestatie |
| ------ | -------------- | --------- |
| Goud   | Femke Bol      | 53,24 s   |
| Zilver | Lieke Klaver   | 53,47 s   |
| Brons  | Madiea Ghafoor | 54,02 s   |

### 800 m
| rang   | atleet         | prestatie |
| ------ | -------------- | --------- |
| Goud   | Thijmen Kupers | 1.47,63   |
| Zilver | Maarten Plaum  | 1.50,17   |
| Brons  | Nick Marsman   | 1.50,86   |

| rang   | atlete            | prestatie |
| ------ | ----------------- | --------- |
| Goud   | Suzanne Voorrips  | 2.09,85   |
| Zilver | Marissa Damink    | 2.10,37   |
| Brons  | Jetske van Kampen | 2.10,61   |

### 1500 m
| rang   | atleet         | prestatie |
| ------ | -------------- | --------- |
| Goud   | Robin van Riel | 4.00,38   |
| Zilver | Yorben Ruiter  | 4.00,89   |
| Brons  | Tom de Gelder  | 4.02,78   |

| rang   | atlete                  | prestatie |
| ------ | ----------------------- | --------- |
| Goud   | Maureen Koster          | 4.18,85   |
| Zilver | Sanne Wolters-Verstegen | 4.23,00   |
| Brons  | Elsbeth Ciesluk         | 4.26,61   |

### 3000 m
| rang   | atleet           | prestatie |
| ------ | ---------------- | --------- |
| Goud   | Mike Foppen      | 7.54,95   |
| Zilver | Bram Anderiessen | 7.55,46   |
| Brons  | Benjamin de Haan | 7.55,62   |

| rang   | atlete          | prestatie |
| ------ | --------------- | --------- |
| Goud   | Elsbeth Ciesluk | 9.20,17   |
| Zilver | Britt Ummels    | 9.25,34   |
| Brons  | Elisa de Jong   | 9.27,72   |

### 60 m horden
| rang   | atleet        | prestatie |
| ------ | ------------- | --------- |
| Goud   | Koen Smet     | 7,75 s    |
| Zilver | Job Beintema  | 7,96 s    |
| Brons  | Jules de Bont | 8,04 s    |

| rang   | atlete        | prestatie |
| ------ | ------------- | --------- |
| Goud   | Nadine Visser | 8,07 s    |
| Zilver | Eefje Boons   | 8,15 s    |
| Brons  | Anouk Vetter  | 8,46 s    |

### verspringen
| rang   | atleet              | prestatie |
| ------ | ------------------- | --------- |
| Goud   | Rik Taam            | 7,30 m    |
| Zilver | Dudley Boeldak      | 7,20 m    |
| Brons  | Joeri van der Hooft | 7,18 m    |

| rang   | atlete                        | prestatie |
| ------ | ----------------------------- | --------- |
| Goud   | Kika van Bergen en Henegouwen | 6,12 m    |
| Zilver | Carlijn ter Laak              | 6,09 m    |
| Brons  | Pauline Hondema               | 6,00 m    |

### hink-stap-springen
| rang   | atleet               | prestatie |
| ------ | -------------------- | --------- |
| Goud   | Tarik Tahiri         | 14,67 m   |
| Zilver | Joshua Record        | 14,41 m   |
| Brons  | Sergio van der Meide | 14,39 m   |

| rang   | atlete            | prestatie |
| ------ | ----------------- | --------- |
| Goud   | Meruska Eduarda   | 12,65 m   |
| Zilver | Maureen Herremans | 12,53 m   |
| Brons  | Chanté Samuel     | 12,32 m   |

### hoogspringen
| rang   | atleet           | prestatie |
| ------ | ---------------- | --------- |
| Goud   | Sven van Merode  | 2,11 m    |
| Zilver | Jan Peter Larsen | 2,11 m    |
| Brons  | Dion van Kessel  | 2,08 m    |

| rang   | atlete         | prestatie |
| ------ | -------------- | --------- |
| Goud   | Manon Schoop   | 1,88 m    |
| Zilver | Lisanne Hagens | 1,85 m    |
| Brons  | Tanita Hofmans | 1,82 m    |

### polsstokhoogspringen
| rang   | atleet        | prestatie |
| ------ | ------------- | --------- |
| Goud   | Menno Vloon   | 5,25 m    |
| Zilver | Koen Koenders | 5,05 m    |
| Brons  | Timo de Water | 4,85 m    |

| rang   | atlete               | prestatie |
| ------ | -------------------- | --------- |
| Goud   | Marijke Wijnmaalen   | 4,15 m    |
| Zilver | Killiana Heymans     | 4,10 m    |
| Brons  | Fleur van der Linden | 3,80 m    |

### kogelstoten
| rang   | atleet         | prestatie |
| ------ | -------------- | --------- |
| Goud   | Patrick Cronie | 19,19 m   |
| Zilver | Erik Cadée     | 17,58 m   |
| Brons  | Remco Goetheer | 17,17 m   |

| rang   | atlete              | prestatie |
| ------ | ------------------- | --------- |
| Goud   | Jorinde van Klinken | 16,85 m   |
| Zilver | Benthe König        | 16,57 m   |
| Brons  | Jessica Schilder    | 15,84 m   |

### Zevenkamp/Vijfkamp[1]
| rang   | atleet          | prestatie |
| ------ | --------------- | --------- |
| Goud   | Rody de Wolff   | 5607 p    |
| Zilver | Nout Wardenburg | 5389 p    |
| Brons  | Lauri Hulleman  | 5335 p    |

| rang   | atlete             | prestatie |
| ------ | ------------------ | --------- |
| Goud   | Emma Oosterwegel   | 4149 p    |
| Zilver | Manon Schoop       | 3973 p    |
| Brons  | Nele van den Broek | 3924 p    |

1969 · 
1970 · 
1971 · 
1972 · 
1973 · 
1974 · 
1975 · 
1976 · 
1977 · 
1978 · 
1979 ·
1980 · 
1981 · 
1982 · 
1983 · 
1984 · 
1985 · 
1986 · 
1987 · 
1988 · 
1989 · 
1990 · 
1991 · 
1992 · 
1993 · 
1994 · 
1995 · 
1996 · 
1997 · 
1998 · 
1999 · 
2000 · 
2001 · 
2002 · 
2003 · 
2004 · 
2005 · 
2006 · 
2007 · 
2008 · 
2009 · 
2010 · 
2011 · 
2012 · 
2013 · 
2014 ·
2015 ·
2016 ·
2017 ·
2018 ·
2019 · 
2020 · 
2021 · 
2022 · 
2023 · 
2024 · 
2025